# Александрина де Блешам

Герб Бонапарта

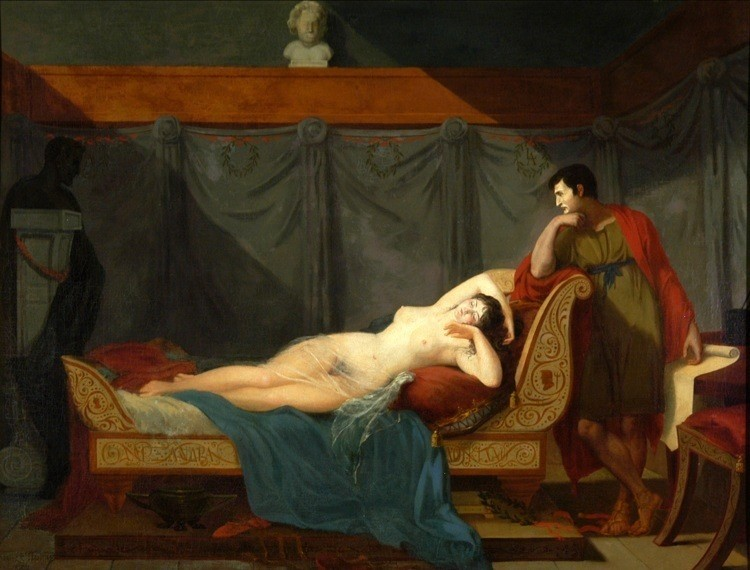
Худ. Г. Гийон-Летьер. «Сон Венеры» (Александрина де Блешам и Люсьен Бонапарт. 1802

Мари-Лоуренс-Шарлотта-Луиза-Александрина де Блешам-Бонапарт (фр. Alexandrine de Bleschamp; 23 февраля 1778, Кале — 12 июля 1855, Сенигаллия, Италия) — французская аристократка, вторая жена Люсьена Бонапарта, младшего брата Наполеона Бонапарта.

## Биография
Дочь поставщика королевского флота. Обучалась в монастыре августинских сестер в Версале, после чего помогала отцу во время его торговых поездок по Франции. В 1795 году переехала в Париж и стала частым гостем различных столичных салонов. На одном из балов она встретила банкира Ипполита Жубертона. Вышла за него замуж в декабре 1795 года, родила одного ребенка — дочь Анну в 1799 году. Вскоре муж обанкротился. В поисках счастья он оставил жену и ребенка и отправился на Гаити в корпус генерала Леклерка, но в июне 1802 года, он заболел жёлтой лихорадкой и умер. Вдова была известна как «Мадам Жубертон».
Первая жена Люсьена Бонапарта — Кристина Буайе в 1800 году умерла. В 1801 году от познакомился с Александриной и 23 октября 1803 года они поженились.
Попытки Наполеона женить овдовевшего Люсьена на своей падчерице Гортензии де Богарне не увенчались успехом, так как он предпочел жениться на Александрине де Блешам, что вызвало неудовольствие Наполеона, заявившего, что он никогда не признает этот брак законным. Наполеон использовал все возможные способы давления, чтобы развести её со своим братом. Ему это не удалось, и Александрина разделила со своим мужем все этапы изгнания: в Риме, в Англии и, наконец, в Канино под Витербо.
В 1840 году овдовела, правительство французской монархии в июле разрешило ей поселиться в Париже. Там она поддерживала связи с Виктором Гюго, Альфонсом де Ламартином и другими писателями, выступала в печати.
Около 1849 года покинула Францию и поселилась в Синигаллии (ныне Сенигаллия) на берегу Адриатического моря. После указа Наполеона III в июне 1853 года, давшего её детям и их потомкам титул князей Империи — без каких-либо прав на престол, написала ему письмо, полное негодования, назвав его «благодать» новым оскорблением и проявлением жестокости.
Умерла два года спустя в Италии.

## Семья и дети
Первый брак, с декабря 1795 с Ипполитом Жубертоном.
1. Дочь Анна Жубертон (1799—1845)

Второй брак, с 23 октября 1803 с Люсьеном Бонапартом (1775-1840), младшим братом Наполеона I — десять детей:
1. Шарль Люсьен (1803—1857), князь Канино, выдающийся зоолог; в 1822 году женился на Зенаиде, дочери Жозефа Бонапарта
2. Летиция (1804—1871); муж (с 1821 года) — сэр Томас Вайз
3. Жозеф (1806—1807)
4. Жанна (1807—1829); муж (с 1825 года) — Онорато, маркиз Онорати
5. Поль (1809—1827)
6. Луи Люсьен (1813—1891), лингвист, специалист по баскскому языку; жёны: (в 1832—50 годах) Мария-Анна Чекки и (с 1891 года) Клеменс Ричард
7. Пьер Наполеон (1815—1881); жена — дочь рабочего Юстин Элеонор Рюффен
8. Антуан[фр.] (1816—1877)[5]; жена (с 1839 года) — Каролина Мария Анна Кардинали
9. Мария Александрина (1818—1874); муж (с 1836 года) — Винченцо, граф Валентини ди Лавиано
10. Констанция (1823—1876), настоятельница монастыря Святого Сердца в Риме.

Люсьен удочерил Анну - дочь Александрины от первого брака.